# Heide Hulstreed
Heide Hulstreed is een natuurgebied bij Jubbega in de Nederlandse provincie Friesland dat wordt beheerd door natuurorganisatie It Fryske Gea. Het heidegebied ligt aan de Hulstreed, een zijweg aan de zuidzijde van de Schoterlandseweg. De heide is een restant van een groot heidegebied met zandpaden en houtwallen. In tegenstelling tot het gebied in de omgeving is de Heide Hulstreed nooit in cultuur gebracht. Dit heiderestant werd in 2015 aangekocht door It Fryske Gea.

## Flora en fauna
Op de relatief kleine oppervlakte van Heide Hulstreed is een grote diversiteit aan natuur te vinden. De heide bestaat uit dop- en struikheide. In het bosgedeelte zitten bosvogels als de geelgors en het struikgewas trekt vlinders als heideblauwtje en groentje aan. In en rond de heideplas komen kikkers, libellen en ringslangen voor. Te midden van de heideplanten groeien op enkele plaatsen rododendrons.
Aeltsjemar
· De Alde Feanen
· Bakkeveense Duinen
· Bancopolder
· Bekhofschaans
· Bjirmen
· Blauhúster Puollen
· Bocht fan Molkwar
· Botmar
· Bouwepet
· Buismans Einekoai
· Bûtenfjild
· Van Coehoornbosk
· Delleboersterheide
· Diakonieveen
· Dobbe Stienser Aldlân
· Dobben Hurdegarypsterwarren
· Dunegeaster- en Follegeasterpolder
· Dyksfearten
· Eanjumerkolken
· Easterskar
· Einekoai Piaam
· Einekoaien Lytse Geast
· De Fluezen
· Grikelân en Turkije
· Grutte Wielen
· Heide Hulstreed
· De Hon
· Huitebuersterbûtenpolder
· Joodse begraafplaats Tacozijl
· Joodse begraafplaats Noordwolde
· Kapellepôle
· Ketelermar
· Ketliker Skar
· Kobbelân
· Lendebos
· Lindevallei
· Liphústerheide
· Makkumersúdmar
· Makkumerwaarden
· Mandefjild
· Martenastate
· Meulebos
· Meulereed
· Mokkebank
· Mûntsebuorsterpolder
· Noard-Fryslân Bûtendyks
· 't Oerd
· Ottema Wiersma reservaat
· Park Huize Olterterp
· Park Jongemastate
· Peazemerlannen
· Petgatten De Feanhoop
· Polders Koarnwert
· Ringwiel
· Rysterbosk
· De Ryp
· Schaopedobbe
· Séfonsterpolder
· Sippen-finnen
· Skiedingsboskje
· Slachtedyk
· Steile Bank
· Stokersdobbe
· Sudermarpolder
· Syp Set
· Taconisbosk
· Tsjongerwâlen
· Teroelster Sipen
· Unlân fan Jelsma
· Van Asperen einekoaien
· Warkumermar
· Warkumerwaard
· 't West
· Wilhelmina-oard
· Ychtenerfeanpolder